# Az utolsó zsaru
Az utolsó zsaru (eredeti cím: Der letzte Bulle) 2010-ben bemutatott német televíziós sorozat. A műsor alkotói Robert Dannenberg és Stefan Scheich, a történet pwdig egy 20 év után kómájából felébredő rendőrtisztről szól. A főbb szereplők közt megtalálható Henning Baum, Maximilian Grill, Proschat Madani, Helmfried von Lüttichau és Robert Lohr.
A sorozatot Németországban a Sat.1 adta 2010. április 12. és 2014. június 2. között. Magyarországon a Viasat 3 mutatta be 2012. november 12-én, majd a negyedik évadtól Story 4 vette át a sugárzását.
A sorozat sikerén felbuzdúlva 2018-ban az Amazon Prime Videora elkészült a műsor spanyol nyelvű remakeje  Falco címmel.

## Cselekmény
Mick Brisgau nyomozó az esseni rendőrség gyilkossági osztályán. A '80-as évek végén azonban fejlövés éri, amit ugyan túlél, de kómába kerül. 20 év után ébred fel, és nehezen képes beilleszkedni a fejlettebb technológiájú, felgyorsult világba. Visszakapja régi munkáját, azonban társat is adnak neki Andreas Kringge nyomozó személyében, aki ellenpólusa a macho, keménykötésű Brisgaunak.

## Szereplők
| Szereplő               | Színész                 | Magyar hang    |
| ---------------------- | ----------------------- | -------------- |
| Michael "Mick" Brisgau | Henning Baum            | Király Attila  |
| Andreas Kringge        | Maximilian Grill        | Szabó Máté     |
| Tanja Haffner          | Proschat Madani         | Kocsis Mariann |
| Roland Meisner         | Robert Lohr             | Holl Nándor    |
| Martin Ferchert        | Helmfried von Lüttichau | Rosta Sándor   |
| Lisa Brisgau           | Floriane Daniel         | Csomor Csilla  |
| Isabelle Brisgau       | Luise Risch             | Molnár Ilona   |

## Epizódok
| Évad | Évad | Részek száma | Részek száma | Eredeti sugárzás  | Eredeti sugárzás    | Eredeti adó | Magyar sugárzás    | Magyar sugárzás    | Magyar adó |
| Évad | Évad | Részek száma | Részek száma | Évadbemutató      | Évadzáró            | Eredeti adó | Évadbemutató       | Évadzáró           | Magyar adó |
| ---- | ---- | ------------ | ------------ | ----------------- | ------------------- | ----------- | ------------------ | ------------------ | ---------- |
|      | 1.   | 13           | 13           | 2010. április 12. | 2010. augusztus 10. | Sat.1       | 2012. november 12. | 2012. november 28. | Viasat 3   |
|      | 2.   | 13           | 13           | 2011. március 11. | 2011. június 30.    | Sat.1       | 2012. november 29. | 2012. december 17. | Viasat 3   |
|      | 3.   | 13           | 13           | 2012. február 6.  | 2012. május 7.      | Sat.1       | 2012. december 18. | 2013. január 14.   | Viasat 3   |
|      | 4.   | 13           | 13           | 2013. január 21.  | 2013. április 22.   | Sat.1       | 2017. március 13.  | 2017. március 29.  | Story 4    |
|      | 5.   | 8            | 8            | 2014. április 24. | 2014. június 2.     | Sat.1       | 2017. március 30.  | 2017. április 10.  | Story 4    |